# Theo Travis
Theo Travis (ur. 7 lipca 1964 w Birmingham) – brytyjski saksofonista, flecista i kompozytor.

## Życiorys
Absolwent Uniwersytetu Manchester. Współpracował z wieloma zespołami i artystami grającymi rock progresywny i jazz m.in. Gong, Porcupine Tree, No-Man, Anja Garbarek, Soft Machine Legacy i Robert Fripp. W 1993 roku podpisał umowę z wytwórnią 33Jazz Records, dla której nagrał pięć solowych albumów.

## Dyskografia

### Albumy
- 1993: 2 AM
- 1993: View From the Edge
- 1996: Secret Island
- 2001: Heart Of The Sun
- 2003: Slow Life
- 2004: Earth to Ether
- 2006: Eleven Bowls of Acidophilus Flute Salad
- 2007: Double Talk
- 2008: Double Talk - Ascending : live at The Pizza Express
- 2010: All I Know - Anthology
- 2015: Transgression [Theo Travis' Double Talk]

### Współpraca
- 1998: Marshall Travis Wood - Bodywork
- 2002: Theo Travis/Mark Hewins - Guerrilla Music
- 2003: Steve Lawson/Theo Travis - For the Love of Open Spaces
- 2011: John Foxx/Theo Travis - Torn Sunset

### Współpraca zRobertem Frippem
- 2008: Thread
- 2010: Live at Coventry Cathedral
- 2010: Bishops Cleeve
- 2010: Broadchalke
- 2012: Follow

### Cipher
- 1999: No Ordinary Man
- 2002: One Who Whispers
- 2006: Elemental Forces

### Gong
- 2000: Zero to Infinity [0 2 ∞]
- 2000: Live to Infinitea [Live 2 Infinitea]
- 2002: OK Friends
- 2002: From Here To Eternity (reedycja)
- 2002: High Above The Subterranea (DVD)
- 2009: 2032
- 2010: Live at the Uncon 2006 (DVD)

### Soft Machine Legacy
- 2007: Steam
- 2010: Live Adventures
- 2013: Burden of Proof

### Najważniejsze występy gościnne
- 1994: Porcupine Tree - The Sky Moves Sideways
- 1999: Porcupine Tree - Stupid Dream
- 2001: Porcupine Tree - Recordings
- 2001: Anja Garbarek - Smiling and Waving
- 2001: Jansen Barbieri Karn (JBK) - Playing in a Room with People
- 2001: Bass Communion - Bass Communion III
- 2001: No-Man - Returning Jesus
- 2001: No-Man - Lost Songs, Volume One
- 2003: Bass Communion - Bass Communion remixed
- 2003: No-Man - All That You Are
- 2004: Bass Communion - Ghosts on Magnetic Tape
- 2004: Steven Wilson - Unreleased Electronic Music Volume 1
- 2004: The Tangent - The World That We Drive Through
- 2005: Bass Communion - Void
- 2005: Nine Horses - Snow Bourne Sorrow
- 2006: The Tangent - A Place in the Queue
- 2008: Bass Communion - Pacific Codex
- 2008: No-Man - Schoolyard Ghosts
- 2008: Steve Jansen - The Occurence of Slope (DVD)
- 2008: Jade Warrior - NOW
- 2009: The Tangent - The Tangent - Down and out in Paris and London
- 2010: Stefano Panuzzi - A Rose
- 2010: Goldbug - The Seven Dreams
- 2010: Tim Motzer and Markus Reuter - Descending
- 2011: Steven Wilson - Grace for Drowning
- 2012: Steven Wilson - Catalog / Preserve / Amass
- 2012: Steven Wilson - The Raven that Refused to Sing (And Other Stories)